# Alessandro Banzer
Alessandro Banzer (* 29. März 1988) ist ein liechtensteinischer Poolbillardspieler.

## Karriere
Im August 2008 nahm Alessandro Banzer erstmals an der Europameisterschaft teil, kam dort jedoch nicht über den 65. Platz im 8-Ball hinaus. 2010 wurde Alessandro Banzer durch einen Finalsieg gegen Patrick Pomberger erstmals Liechtensteinischer Meister im 8-Ball. Im 10-Ball wurde er Zweiter. Ein Jahr später gewann er die Liechtensteinische Meisterschaft im 14/1 endlos und erreichte den dritten Platz im 10-Ball sowie den zweiten Platz in der Gesamtwertung. Bei der Liechtensteinischen Meisterschaft 2012 gewann Banzer im Finale gegen Branko Kosic im 9-Ball seinen dritten Titel und kam im 8-Ball auf den zweiten Platz. 2014 wurde er Liechtensteinischer Meister im 9-Ball sowie Zweiter im 14/1 endlos und im 10-Ball und gewann zudem die Gesamtwertung.
Mit dem BC Schaan spielt Banzer derzeit in der 1. Landesliga Vorarlberg in Österreich.
2010 war Banzer Teil der liechtensteinischen Nationalmannschaft, die bei der Team-Weltmeisterschaft in der Vorrunde ausschied.